# Aspidosiphon (Paraspidosiphon) planoscutatus
Aspidosiphon (Paraspidosiphon) planoscutatus is een soort in de taxonomische indeling van de Sipuncula (Pindawormen).
Het dier behoort tot het geslacht Aspidosiphon en behoort tot de familie Aspidosiphonidae. De wetenschappelijke naam van de soort werd voor het eerst geldig gepubliceerd in 1968 door Murina.